# ジョン・ウォーナー・フィッツジェラルド
ジョン・ウォーナー・フィッツジェラルド（John Warner Fitzgerald, 1924年11月24日 - 2006年7月7日）は、アメリカ合衆国の政治家、裁判官。ミシガン州上院議員、ミシガン州最高裁判所首席判事を務めた。

## 生涯
ジョン・ウォーナー・フィッツジェラルドは1924年11月24日にミシガン州グランドレッジにおいて誕生した。父親はミシガン州知事フランク・ドワイト・フィッツジェラルドであった。フィッツジェラルドは1942年にグランドレッジ高校を卒業し、続いてミシガン州立大学で学士号、同法科大学院で修士号を取得した。フィッツジェラルドはまた、プリンストン大学とアリゾナ大学でも学んだ。フィッツジェラルドは大学院修了後、ミシガン州で弁護士業を開業した。
フィッツジェラルドは第二次世界大戦中、アメリカ陸軍で歩兵として従軍した。戦後、フィッツジェラルドはミシガン州上院で法務顧問を1955年から1958年まで務めた。フィッツジェラルドは1958年にミシガン州第15上院選挙区でミシガン州上院議員に選出された。フィッツジェラルドは1958年から1962年までミシガン州上院議員を務めた。フィッツジェラルドは1962年にミシガン州上院議員を退いた後、弁護士業を再開した。
1964年、フィッツジェラルドはミシガン州控訴裁判所判事に選出された。フィッツジェラルドは1963年ミシガン州憲法下での最初の新判事となった。フィッツジェラルドは1974年1月1日、ミシガン州最高裁判所判事として指名を受けた。フィッツジェラルドは以後1982年まで8年に渡って最高裁判所判事を務めた。フィッツジェラルドは最後の1982年に、首席判事を務めた。フィッツジェラルドが最後に扱った案件で最も有名なものとしては、州の重罪謀殺法を無効とする判決を出した1979年の人民対アーロン裁判 (People v Aaron, 409 Mich 472 299 NW2d 304, 1979) が挙げられる。
フィッツジェラルドは2006年7月7日にミシガン州の病院で死去した。